# Шальское сельское поселение
Ша́льское се́льское поселе́ние — муниципальное образование в Пудожском районе Республики Карелия Российской Федерации.
Административный центр — посёлок Шальский.

## Население
| 2009  | 2010  | 2012  | 2013  | 2014  | 2015  | 2016  |
| ----- | ----- | ----- | ----- | ----- | ----- | ----- |
| 3478  | ↘2537 | ↘2434 | ↘2342 | ↘2246 | ↘2175 | ↘2127 |
| 2017  | 2018  | 2019  | 2020  | 2021  | 2023  |       |
| ↘2049 | ↘1938 | ↘1881 | ↘1805 | ↘1508 | ↘1380 |       |

## Населённые пункты
В состав сельского поселения входят 11 населённых пунктов (в том числе 2 населённых пункта в составе посёлка):
| №  | Населённый пункт | Тип населённого пункта | Население |
| -- | ---------------- | ---------------------- | --------- |
| 1  | Бочилово         | деревня                | ↘10       |
| 2  | Бочилово         | посёлок                | ↗469      |
| 3  | Кашино           | посёлок                | ↘84       |
| 4  | Нефтебаза        | посёлок                | ↘9        |
| 5  | Рогозинская      | деревня                | →2        |
| 6  | Семёново         | деревня                | ↘148      |
| 7  | Теребовская      | деревня                | ↘14       |
| 8  | Шалуха           | посёлок                | ↘1        |
| 9  | Шальский         | посёлок                | ↘1605     |
| 10 | Ново-Стеклянное  | посёлок                |           |
| 11 | Шала Пристань    | посёлок                |           |